# Rebollans
Rebollans és un indret del terme municipal de Conca de Dalt, a l'antic terme de Toralla i Serradell, al Pallars Jussà, en territori que havia estat del poble de Rivert.
Està situat al sud-est de Rivert i a prop i al nord-oest de Sensui. És a migdia de la Borda de Mateu i al nord-oest de la Borda de l'Esteve.